# إنفاذية الإشعاع الحراري

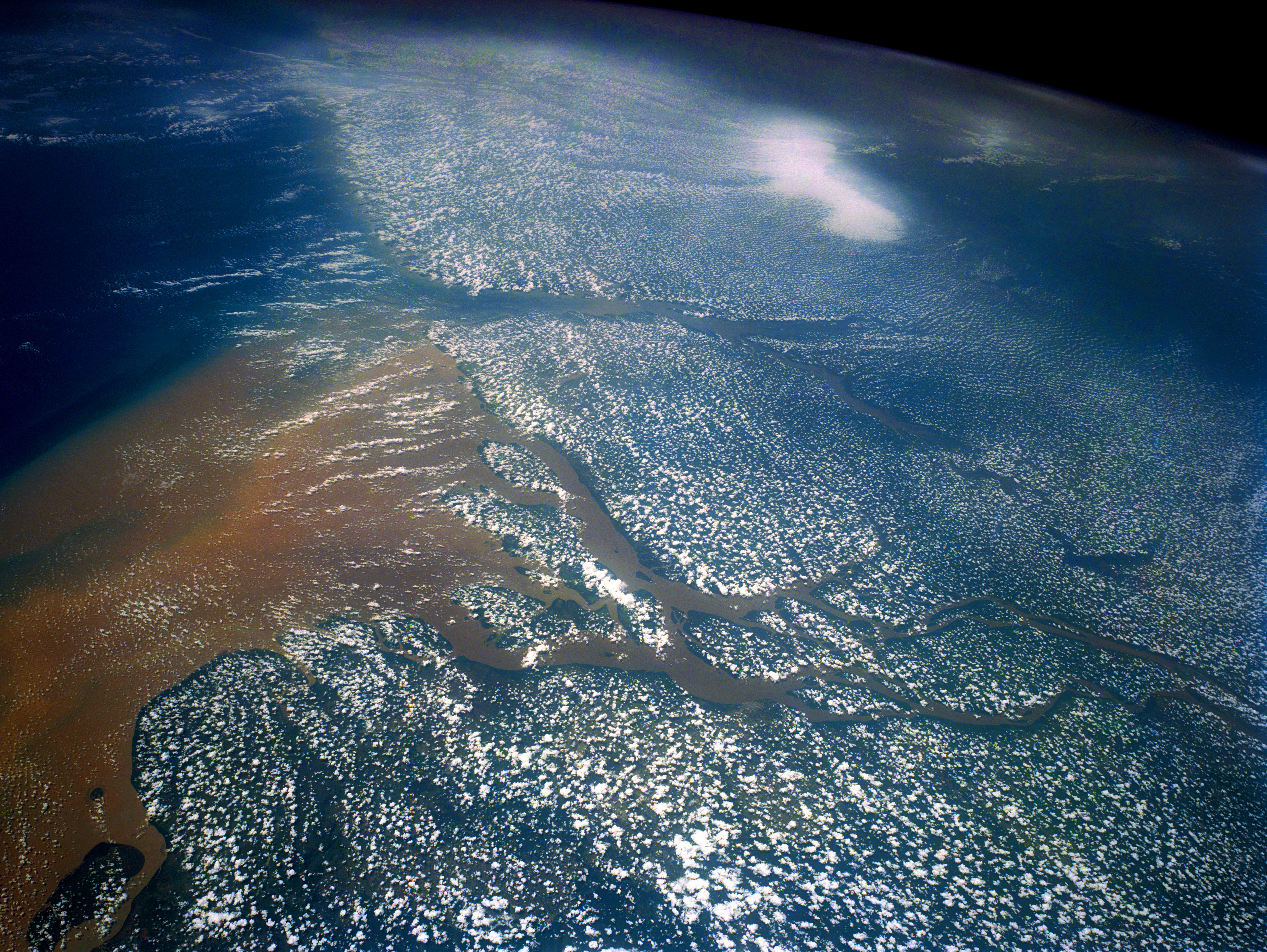
لا يظهر دلتا نهر الأمازون أي غيوم فوق مياه الأنهار لأن الماء ليس منفذ إشعاع حراري.

إنفاذية الإشعاع الحراري أو المُنفذية للإشعاع الحراري هو خاصية لبعض السوائل التي تسمح لأشعة الضوء المرور من خلالها دون أن تسخن. لذلك فإن المادة المُنفذية لا تتأثر بالحرارة. وُصِفت إنفاذية الإشعاع الحراري أول مرة من قبل الفيزيائي والكيميائي الألماني غُستاف مَغنوس في القرن التاسع عشر.
الهواء مُنفذ للإشعاع الحراري . لذلك لا تُسخّن أشعة الشمس الهواء الجوي. فهواء الغلاف الجوي يسخن عن طريق الإشعاع الحراري طويل الموجة المنبعث من التربة وخاصة عن طريق الماء على سطح الأرض. أما الماء فليس منفذاً للإشعاع الحراري ويسخن مباشرة بأثر أشعة الشمس.